# Janet Ågren
Janet Ågren (Landskrona, Suecia, 6 de abril de 1949) es una modelo y actriz sueca. Su carrera como actriz se desarrolló principalmente en el cine italiano, hasta su retirada de la actuación a principios de los 90.

## Trayectoria artística
Janet Ågren nació en Landskrona, Suecia. Después de unos inicios como modelo, se establece a finales de la década de 1960 en Italia, donde realiza su debut en el cine con I due crociati (1968), de Giuseppe Orlandini. Salvo alguna rara colaboración con cineastas no italianos, Ågren desarrolló su carrera como actriz en el cine italiano, interviniendo en los géneros más populares de este, como el giallo, el spaghetti western humorístico o la comedia erótica a la italiana. Apareció en un total de 57 películas, entre las más conocidas figuran: Paura nella città dei morti viventi (1980), de Lucio Fulci; Mangiati Vivi (1980), de Umberto Lenzi; Dagger Eyes (1983), de Carlo Vanzina; Red Sonja (1985), de Richard Fleischer y Hands Of Steel (1986), de Sergio Martino. Ågren también apareció en 1972 junto a Jack Lemmon en la comedia de Billy Wilder Avanti! como una de las enfermeras del barón. Dejó el cine en 1991, con la producción italo-brasileña Per sempre; se estableció después en Estados Unidos, donde reside en la actualidad.

## Filmografía

### Cine
- I due crociati, de Giuseppe Orlandini (1968)
- Donne, botte e bersaglieri, de Ruggero Deodato (1968)
- Colpo di stato, de Luciano Salce (1969)
- Il giovane normale, de Dino Risi (1969)
- Due occhi pieni di sole (Du soleil plein les yeux), de Michel Boisrond (1969)
- Pussycat, Pussycat, I Love You, de Rod Amateau (1970)
- Io non vedo, tu non parli, lui non sente, de Mario Camerini (1971)
- Io non spezzo... rompo, de Bruno Corbucci (1971)
- Racconti proibiti... di niente vestiti, de Brunello Rondi (1972)
- Fiorina la vacca, de Vittorio De Sisti (1972)
- Pulp, de Mike Hodges (1972)
- ¿Qué ocurrió entre mi padre y tu madre? (Avanti!), de Billy Wilder (1972)
- La più bella serata della mia vita, de Ettore Scola (1972)
- La vita, a volte, è molto dura, vero Provvidenza?, de Giulio Petroni (1972)
- Tecnica di un amore, de Brunello Rondi (1973)
- Ingrid sulla strada, de Brunello Rondi (1973)
- Il Saprofita, de Sergio Nasca (1974)
- L'erotomane, de Marco Vicario (1974)
- El asesino ha reservado nueve butacas (L'assassino ha riservato nove poltrone), de Giuseppe Bennati (1974)
- Sensualidad, de Germán Lorente (1975)
- La polizia interviene: ordine di uccidere!, de Giuseppe Rosati (1975)
- Paolo Barca, maestro elementare, praticamente nudista, de Flavio Mogherini (1975)
- Chi dice donna dice donna, de Tonino Cervi (1976)
- Vai col liscio, de Giancarlo Nicotra (1976)
- Stato interessante, de Sergio Nasca (1977)
- Il commissario di ferro, de Stelvio Massi (1978)
- Bermudas, la cueva de los tiburones, de Tonino Ricci (1978)
- Agenten kennen keine Tränen, de Menahem Golan (1978)
- Indagine su un delitto perfetto, de Giuseppe Rosati (1978)
- Il commissario Verrazzano, de Franco Prosperi (1978)
- Desayuno con langosta (Aragosta a colazione), de Giorgio Capitani (1979)
- Siete chicas peligrosas (7 ragazze di classe), de Pedro Lazaga (1979)
- Prestami tua moglie, de Giuliano Carnimeo (1980)
- Vendetta napoletana (Nur die Nacht war ihr Zeuge), de Ernst Hofbauer (1980)
- Mangiati vivi!, de Umberto Lenzi (1980)
- Paura nella città dei morti viventi, de Lucio Fulci (1980)
- L'onorevole con l'amante sotto il letto, de Mariano Laurenti (1981)
- La gatta da pelare, de Pippo Franco (1981)
- Ricchi, ricchissimi... praticamente in mutande, de Sergio Martino (1982)
- Sogni mostruosamente proibiti, de Neri Parenti (1982)
- Pánico / Bakterion (I vivi invidieranno i morti), de Tonino Ricci (1982)
- Occhio, malocchio, prezzemolo e finocchio, de Sergio Martino (1983)
- Mystère, de Carlo Vanzina (1983)
- Questo e quello, de Sergio Corbucci (1983)
- Vediamoci chiaro, de Luciano Salce (1984)
- Red Sonja, de Richard Fleischer (1985)
- Superfantagenio, de Bruno Corbucci (1986)
- Vendetta dal futuro, de Sergio Martino (1986)
- La notte degli squali, de Tonino Ricci (1987)
- Il ragazzo dal kimono d'oro, de Fabrizio De Angelis (1987)
- Quella villa in fondo al parco, de Giuliano Carnimeo (1988)
- Magdalene, de Monica Teuber (1989)
- Per Sempre, de Walter Hugo Khouri (1991)

### Televisión
- L'amaro caso della baronessa di Carini (1975), miniserie de TV (Rete 1)
- Per amore, miniserie de TV (1976) (Rete 1)
- I racconti fantastici di Edgar Allan Poe (1979), miniserie de TV (Rete 1)
- Se Parigi... (1982), programa televisivo de variedades presentado junto a Lino Banfi (Rai 2)